# 2607 Yakutia
2607 Yakutia eller 1977 NR är en asteroid i huvudbältet som upptäcktes den 14 juli 1977 av den rysk-sovjetiske astronomen Nikolaj Tjernych vid Krims astrofysiska observatorium på Krim. Den har fått sitt namn efter den ryska delrepubliken Jakutien, numera Sacha.
Asteroiden har en diameter på ungefär 4 kilometer och den tillhör asteroidgruppen Nysa.